# Eureka O'Hara
Eureka O'Hara, nom artístic de David Huggard (Johnson City, Tennessee, 26 d'agost de 1990), és una drag queen dels Estats Units. Va competir a la novena i desena temporades del programa de televisió RuPaul's Drag Race.

## Biografia
Huggard va començar a actuar en el mon del drag al club New Beginnings. Van triar el nom Eureka per la semblança fonètica amb el nom de la seva mare, Ulrike, i el cognom O'Hara del personatge Gone with the Wind, Scarlett O'Hara.
La mare drag d'Eureka és Jacqueline St. James, guanyadora del concurs Miss Gay USofA at Large. Eureka va guanyar el títol nacional d’organització contra l’assetjament com a Miss Don't H8 DIVA i va gyanyar el premi Hall of Fame. Va abandonar la East State Tennessee State University per competir a Drag Race.

## Carrera
El 2 de febrer de 2017 es va anunciar que Eureka havia estat seleccionada al costat de tretze altres concursants per competir a la temporada 9 de RuPaul's Drag Race. Va haver d'abandonar la competició en l'episodi cinquè en trencar-se un lligament durant el repte de l'episodi dos, cosa que la va convertir en la primera concursant de la història de Drag Race que va marxar a causa d'una lesió. Va assistir a rehabilitació abans de tornar a competir a la desena temporada del programa el 2018. Eureka va acabar al top 3 de la temporada 10, al costat d'Aquaria i Kameron Michaels.
Després de quedar en segon lloc a la temporada 10, Eureka ha continuat treballant de manera destacada com a drag queen a la indústria de l'entreteniment. Va protagonitzar el videoclip de la cançó "For You" del cantant country Brandon Stansell, publicat al juliol del 2018. Al setembre de 2018, va fer un canvi d'imatge a Zachary Quinto per al programa Drag Me. Al desembre de 2018, Eureka va competir en l'especial de televisió RuPaul's Drag Race Holi-slay Spectacular. Va aparèixer com a convidada al primer repte de la temporada 11 de Drag Race.

## Música
A l'abril de 2017, O'Hara i Adam Barta van estrenar un single i un vídeo de "Body positivity", que compta amb Kandy Muse (concursant de la temporada 13 de Drag Race). El vídeo compta amb les aparicions dels exconcursants de Drag Race, Charlie Hides i Cynthia Lee Fontaine, així com amb la personalitat de televisió de realitat Farrah Abraham. "Body Positivity (part ii: Electropoint)" es va publicar al març de 2018.
O'Hara va llançar el seu primer senzill en solitari, "Stomp", el 28 d'abril de 2017. Va publicar el seu segon senzill en solitari, "The Big Girl", el 28 de juny de 2018.
Com a part del repte final de la temporada 10 de RuPaul's Drag Race, O'Hara i quatre concursants més van escriure i gravar els seus propis versos per a la cançó "American" de RuPaul. La cançó va arribar al número 12 de la llista Billboard Dance / Electronic Songs. Al novembre de 2018, VELO va llançar el senzill "Where My Man At", on col·laboraven O'Hara i la finalista de la tercera temporada de Drag Race Manila Luzon. També apareixen al videoclip de la cançó, juntament amb Thorgy Thor, Ginger Minj i Trinity Taylor.

## Vida personal
Eureka va viure com a dona transgènere durant uns cinc anys abans de decidir detransicionar. Ara s'identifica com a “gènere fluïd i gènere neutre” i no té cap pronom de preferència. Eureka dona suport al moviment Body positive i s'ha autoanomenat "La reina elefant". Huggard té Divine com a influència de la seva estètica drag.
El 19 d'abril de 2019, Eureka va anunciar a través de Twitter que el dia anterior la seva mare havia mort després d'una llarga batalla contra el càncer.